# Pescherie di Giulio Romano
Le Pescherie di Giulio Romano (o Loggia di Giulio Romano) sono un edificio storico di Mantova.

Edificate nel 1536 su progetto dell'architetto di palazzo Te, erano dedicate al commercio del pesce. La costruzione era costituita da due porticati ad archi tondi nel tipico bugnato giuliesco, con attico sovrastante dove si aprono finestre rettangolari incorniciate da lesene. Le pescherie erano poste ai lati del ponte di epoca medievale che scavalcava il Rio, corso d'acqua che attraversa la città di Mantova dal lago Superiore al lago Inferiore. 

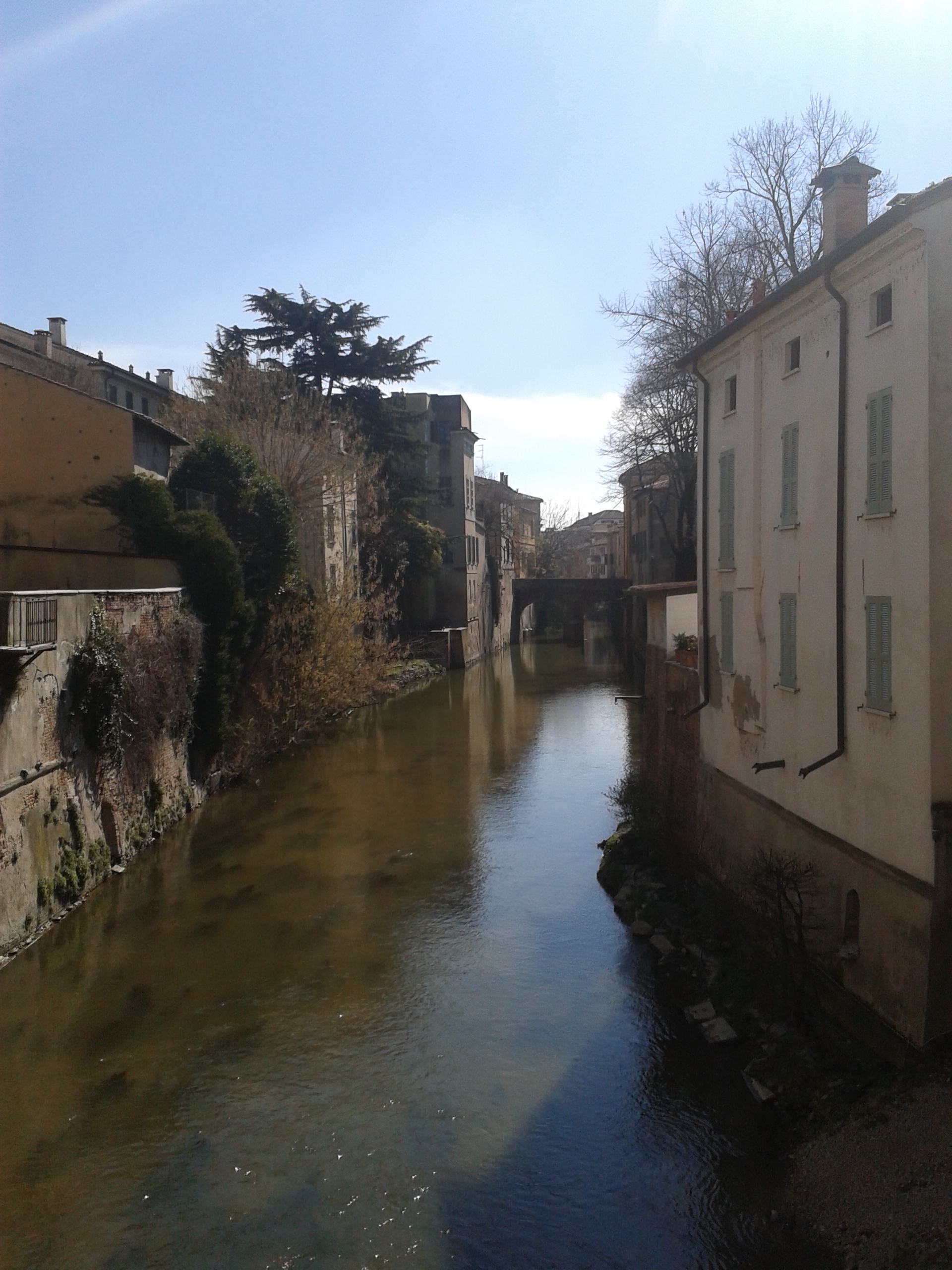
Il Rio visto dal ponte delle Pescherie

Erano altresì collegate alle Beccherie, il macello pubblico realizzato negli stessi anni, sempre su disegni di Giulio Romano tra i ponti delle Pescherie e di San Silvestro. Il macello fu però demolito nel 1872, creando un passaggio pedonale sotto il quale è stata salvaguardata una lunga fila di colonne, residua testimonianza dello splendido edificio progettato da Giulio Romano. Verso la fine del secolo XIX anche le Pescherie furono ristrutturate, perdendo la loro originaria funzione.